# Árbol de Navidad de Bruselas

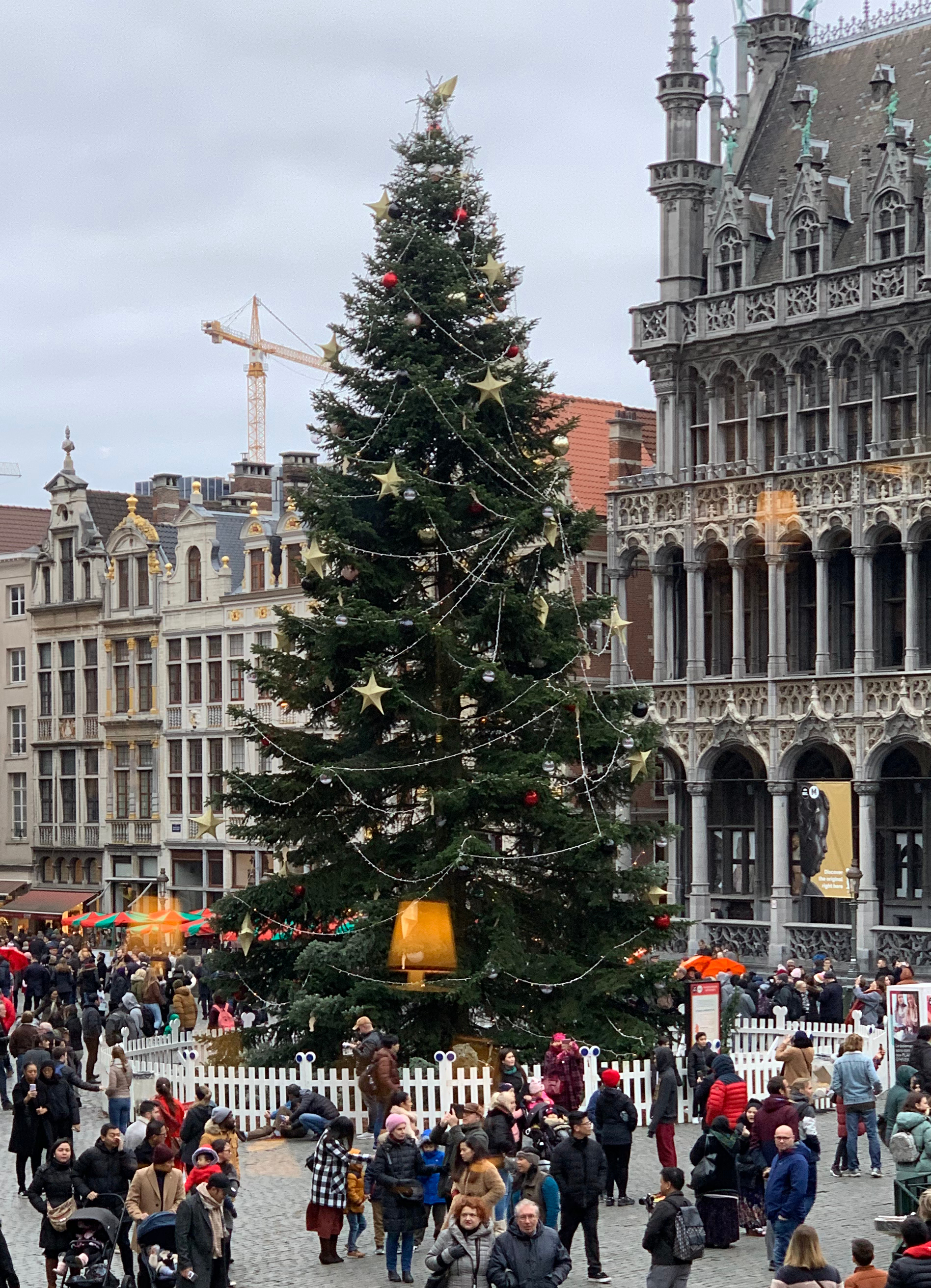
El árbol de Navidad en la Grand-Place en 2019.

El árbol de Navidad de Bruselas es un árbol de Navidad que se erige anualmente en la Grand-Place/Grote Markt (plaza principal) de Bruselas, Bélgica. Tradicionalmente se trataba de un árbol real procedente del bosque de las Ardenas, de la ciudad de Helsinki o de diferentes países como regalo diplomático, excepto en 2012 cuando fue sustituido por una escultura abstracta.

## El árbol de 2012
El 30 de noviembre de 2012, se instaló un árbol de Navidad de estilo abstracto de 25 metros de altura en la Grand-Place, en lugar de un árbol natural. Este diseño formaba parte de un conjunto de instalaciones de luces en la plaza y permitía a los visitantes subir hasta la cima del "árbol". Estaba construido con cajas de acero, madera y otros materiales. Su construcción costó 40.000 € (52.000 $), lo que representaba aproximadamente un tercio del precio de un árbol real.
La prensa belga reaccionó negativamente a la instalación del árbol, y algunos sugirieron que se colocó para evitar ofender a los musulmanes. La concejala de Bruselas, Bianca Debaets, estuvo de acuerdo con esta opinión y también señaló que el mercado navideño había cambiado de nombre a «Maravillas de Invierno». El concejal Philippe Close respondió a las críticas diciendo: "Lo que queremos es modernizar el disfrute del invierno, del mercado navideño y la imagen de Bruselas. El árbol de Navidad no es un símbolo religioso, y de hecho, muchos musulmanes tienen un árbol de Navidad en casa". Para el 1 de diciembre, una petición en línea contra la instalación había reunido 11.000 firmas, y para el 11 de diciembre, la cifra había aumentado a 25.000.
Debido a las preocupaciones por el vandalismo durante las celebraciones de Año Nuevo en la Grand-Place, a principios de diciembre se anunció que el árbol sería retirado el 28 de diciembre, en lugar de a principios de enero, como se había hecho con otros árboles en el pasado.